# Габсбургсько-французький конфлікт
Габсбургсько-французький конфлікт (фр: Rivalité franco-habsbourgeoise; нім. Habsburgisch-französischer Gegensatz) - це суперництво між Францією та домом Габсбургів, який тривав з 1516 по 1756 роки. Здійснювана як відкрито, так і приховано, вона протягом 240 років визначала всю європейську силову та союзницьку політику і призвела до численних війн, з яких Тридцятилітня війна була найбільш спустошливою. 

## Середня вікова епоха
У пізньому середньовіччі Габсбурги, чиї володіння складалися головним чином з Австрії, а пізніше Іспанії, шукали коаліції, передусім через шлюб, що провадилася внаслідок агресивної політики, яка мала додаткову перевагу в отриманні територій через шлюбну спадщину. Територіальна експансія таким чином дозволила Габсбургам отримати території по всій Європі, такі як Іспанська дорога, Бургундія, Мілан та Нижні країни. Ця практика була описана цитатою угорського короля Матяша Корвіна: Bella gerant alii, tu felix Austria, nube! - "Нехай інші воюють. Ти, щаслива Австрія, одружуйся!" Дотримуючись цієї традиції, ерцгерцог Максиміліан одружився з Марією, останньою Валуа, правителькою Бургундії та Нідерландів, у 1477 році. Через дев'ятнадцять років їхній син Філіп Красивий одружився з Хуанною Кастильською, яка стала спадкоємицею іспанських престолів. Син Джоанни та Філіпа, Карл, об'єднав усі ці володіння у 1519 році. Франція мала Габсбургів своїми сусідами з трьох боків: з півдня — Іспанію, з півночі — Нідерланди, зі сходу — Франш-Конте. 

## Дипломатична революція

### Франко-австрійський союз
Значний поворот у відносинах між Францією та Габсбургами, відомий як Дипломатична революція, стався у 1756 році. Завдяки кроку, натхненником якого був австрійський дипломат Венцель Антон фон Кауніц, Франція та Австрія стали союзниками вперше за понад двісті років. Союз був скріплений шлюбом австрійської принцеси Марії Антуанетти з французьким дофіном, який згодом став королем Людовиком XVI. Союз був офіційно закріплений підписанням Першого Версальського мирного договору у 1756 році. 

### Семилітня війна

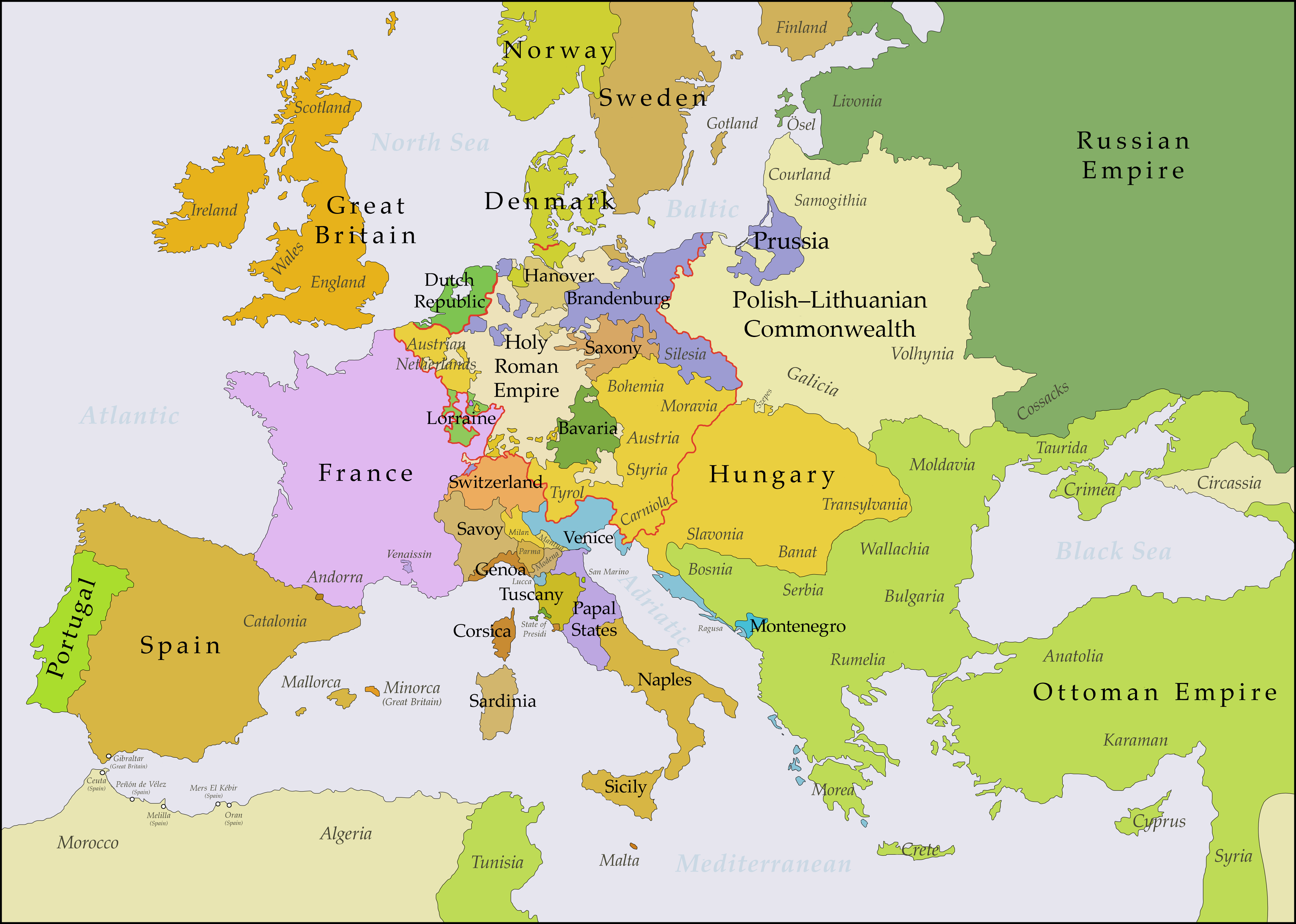
Європа в роки після підписання Екс-ля-Шапельського мирного договору 1748 року

Через кілька місяців після підписання договору розпочалася Семирічна війна за участю Пруссії, Великої Британії, Росії, Франції та Австрії. Франція та Австрія розширили Перший договір додатковим договором, укладеним у 1757 році, і разом з Росією воювали проти союзу Великої Британії та Пруссії, який був заснований на Вестмінстерській конвенції 1756 року.
Дипломатична зміна була викликана розмежуванням інтересів між Австрією та Великою Британією. Екс-ля-Шапельський мир, який завершив війну за австрійську спадщину у 1748 році, залишив Марію-Терезію Австрійську незадоволеною британським союзом. Попри те, що вона успішно відстояла свої права на трон Габсбургів і проголосила свого чоловіка, Франца Стефана, імператором у 1745 році, вона була змушена поступитися цінними територіями у цьому процесі. Під британським дипломатичним тиском Марія Терезія відмовилася від більшої частини Ломбардії та окупувала Баварію, а також поступилася Пармою Іспанії та дому Бурбонів. Нарешті, цінна богемська коронна земля Сілезія була віддана Фрідріху Великому, який окупував її під час війни. Це придбання ще більше зміцнило Пруссію як велику європейську державу, яка тепер становила дедалі більшу загрозу центральноєвропейській позиції Австрії, і зростання Пруссії віталося британцями, які вбачали в цьому засіб збалансування французької могутності і зменшення французького впливу в Німеччині, який в іншому випадку міг би зрости у відповідь на слабкість Австрії. І навпаки, французи, сповнені рішучості перешкоджати подальшому прогресу Пруссії, тепер були готові підтримати Австрію, чия сила стала менш загрозливою.
Незважаючи на перші успіхи у війні, франко-австрійський союз не переміг. Війна закінчилася перемогою Британії та Пруссії, яким допомогло диво Бранденбурзького дому та британський контроль над морями, а Франція та Австрія залишилися в ослаблених позиціях. Паризький мирний договір, який завершив війну в 1763 році, закріпив відхід Франції з Американського континенту і закріпив завоювання Пруссії в Європі на шкоду Австрії. 

## Пізній Новий час

### Французька революція і наполеонівські війни
Французькій революції в Австрії протистояли Габсбурги, які прагнули знищити Революційну республіку за допомогою кількох коаліцій монархічних держав, включаючи Великобританію і кілька держав Священної Римської імперії. За словами історика Кріса Макнаба: "Проблеми, з якими зіткнувся австрійський імператор, значною мірою були зумовлені минулими успіхами Габсбургів. В основному через шлюби вони придбали багато провінцій з різноманітним етнічним і расовим населенням — тому в армії не існувало універсальної мови". Через подібні труднощі австрійська армія зазнавала поразок під час Французької революції та Наполеонівських війн. Після битви при Аустерліці 2 грудня 1805 року під час війни Третьої коаліції здатність Габсбургів керувати Священною Римською імперією була різко ослаблена. Це призвело до розпаду Священної Римської імперії, яка була розділена між Францією та новоутвореною Австрійською імперією, що призвело до утворення Рейнської конфедерації. Конфедерація була розпущена після поразки Наполеона від військ Шостої коаліції, до складу якої входила Австрія. Боротьба між двома імперіями відновилася під час Стоденної війни, в результаті якої сьома і остання коаліція здобула перемогу над французами і поклала край Коаліційним війнам 

### Французько-австрійська війна

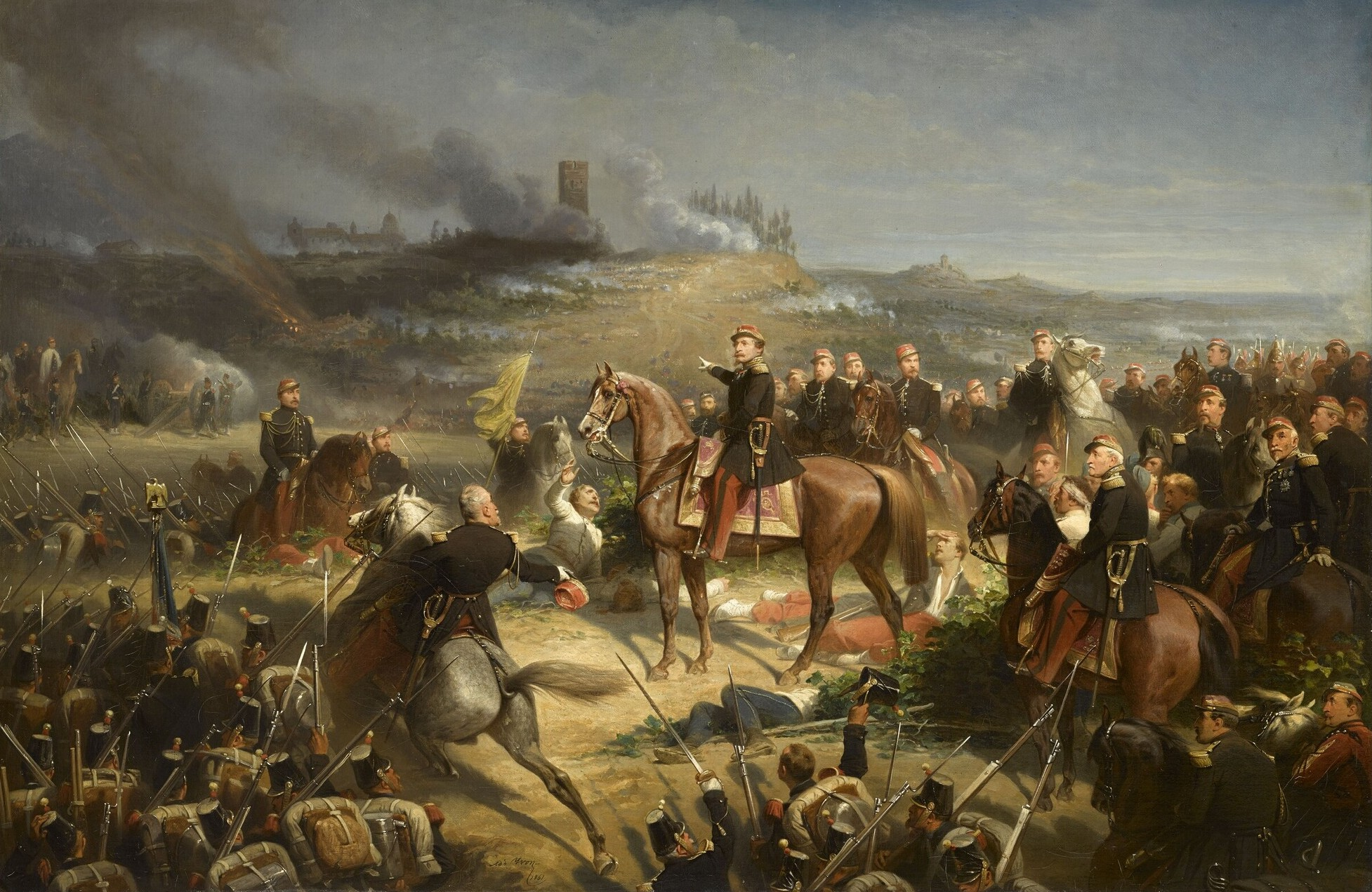
Наполеон ІІІ з французькими військами у битві при Сольферіно, яка забезпечила вихід Австрії з Італії.

Період одразу після реставрації Бурбонів був періодом миру між Францією та Австрією, оскільки обидві монархії брали участь у П'ятірному союзі 1818 року. Однак цей союз був розірваний після смерті російського імператора Олександра І у 1825 році та подальшої Липневої революції 1830 року у Франції, в результаті якої монархія Бурбонів була повалена. Військові дії між двома державами відновилися під час франко-австрійської війни 1859 року, перемога франко-сардинців у якій призвела до здобуття Францією Савої та Ніцци, а Австрією — до втрати Ломбардії. 

### Перша світова війна
Після австро-прусської війни 1866 року в результаті компромісу 1867 року було створено Австро-Угорську імперію на чолі з імператором Габсбургом. У 1879 році Австро-Угорщина уклала Троїстий союз з Німецькою імперією. У відповідь Франція уклала союзи з Росією та Великою Британією у 1894 та 1904 роках відповідно. 12 серпня 1914 року Третя французька республіка оголосила війну Австро-Угорщині у відповідь на заяви Австрії проти Сербії та Росії. Західний фронт проти Австро-Угорщини було відкрито після вступу у війну її колишнього союзника, Королівства Італія, у 1915 році. Поразка Австро-Угорщини призвела до того, що 3 листопада 1918 р. вона передала Італії Південний Тіроль за перемир'ям у Вілла-Джусті. За перемир'ям від 11 листопада 1918 року Карл І Австрійський відмовився від участі в державних справах, а монархія Габсбургів офіційно припинила своє існування з прийняттям Австрійськими конституційними зборами 3 квітня 1919 року "Габсбурзького закону". Франція відіграватиме головну роль у створенні повоєнної незалежної Першої Австрійської Республіки, наполягаючи на забороні аншлюсу - або об'єднання з Веймарською Республікою - у Версальському та Сен-Жермен-ан-Леському мирних договорах.